# Kota Raja (Muara Sabak Timur)
Kota Raja is een bestuurslaag in het regentschap Tanjung Jabung Timur van de provincie Jambi, Indonesië. Kota Raja telt 1577 inwoners (volkstelling 2010).